# Kamillus von Lellis

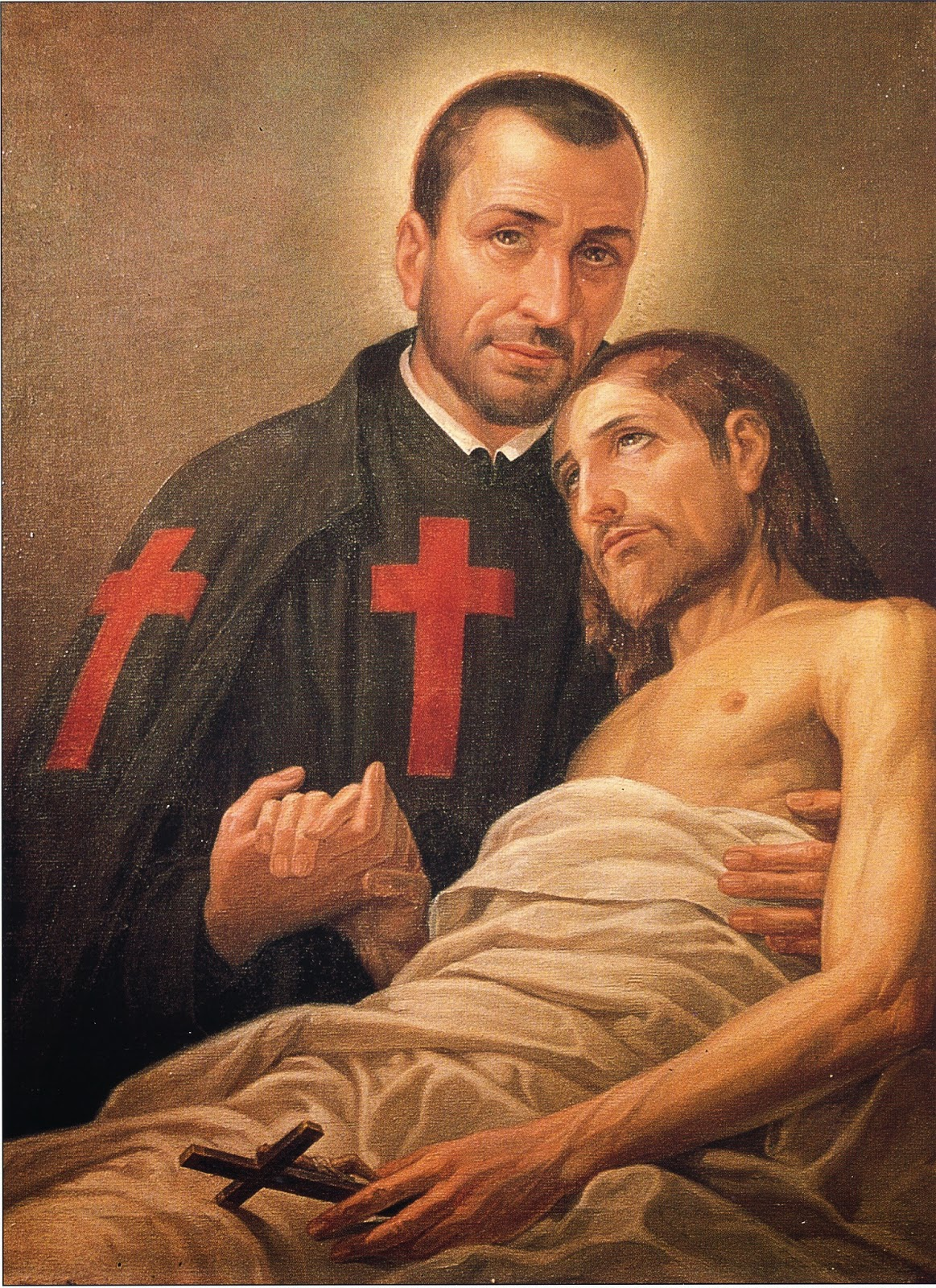
Votivbild des Hl. Kamillus von Lellis

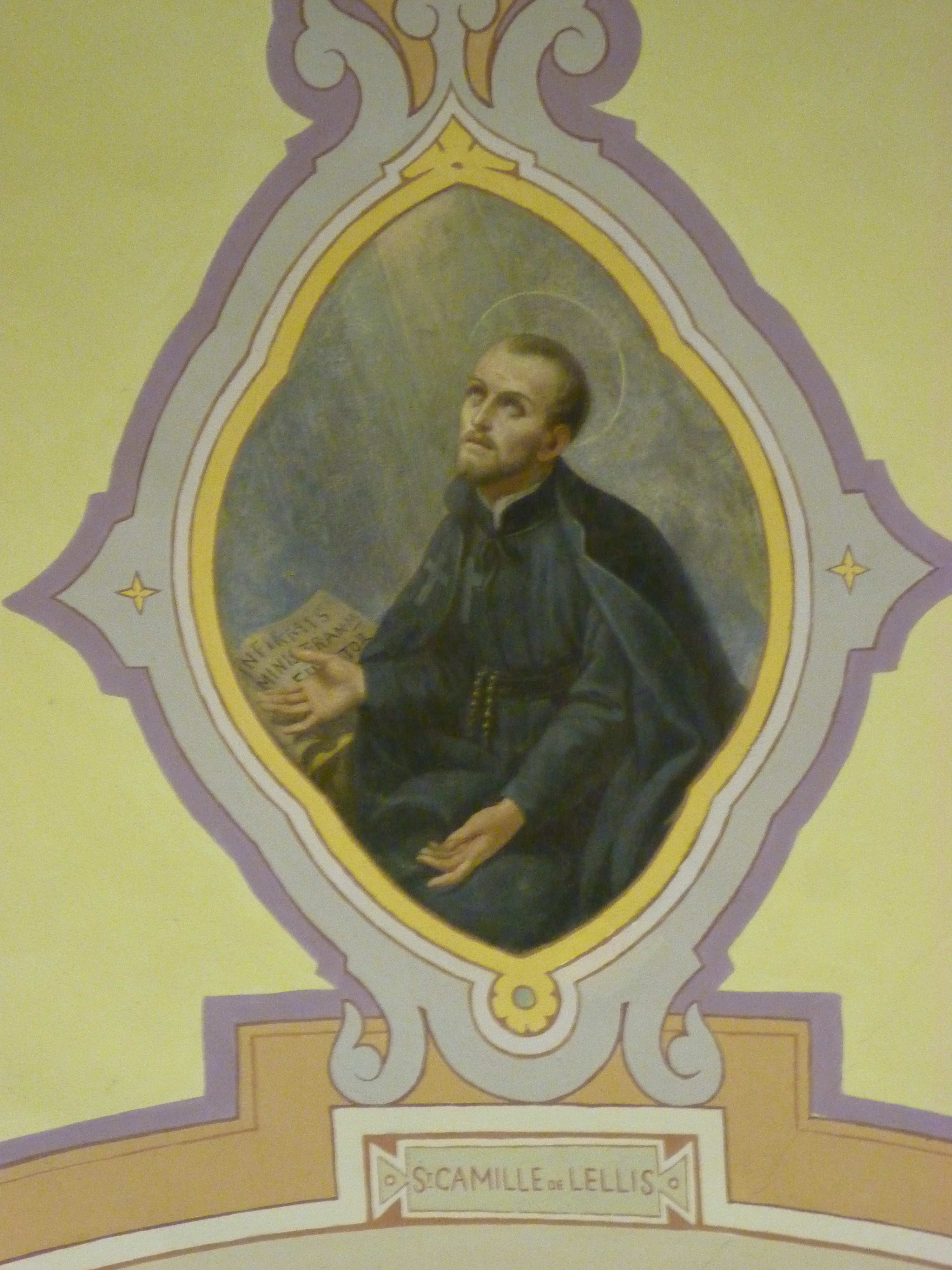
Fresko von Kamillus von Lellis im Konferenzsaal der Landesbibliothek in Aosta

Camillo de Lellis (* 25. Mai 1550 in Bucchianico, Abruzzen, Italien; † 14. Juli 1614 in Rom) ist ein italienischer Ordensgründer und Heiliger.

## Leben

### Jugend und Soldatenleben
Weil Camillo de Lellis’ Mutter früh starb und sein Vater als Offizier in neapolitanischen und französischen Diensten stand, wuchs er verwahrlost auf. Kamillus meldete sich daher bereits als Jugendlicher zum Heer. Von 1568 bis 1574 diente er als Soldat in venezianischen und spanischen Truppen im Kampf gegen die Türken. Im Militärdienst wurde er zu einem leidenschaftlichen Spieler. Mehr als einmal verspielte er sein ganzes Hab und Gut und geriet dadurch in bittere Not. Als er in einer solchen Situation einen freundlichen Franziskaner-Bettelmönch kennenlernte, kam er auf die Idee, im Orden um Aufnahme anzusuchen; aber er wurde abgelehnt.
Kamillus ging nach Rom und nahm eine Arbeit im St.-Jakob-Spital (Ospedale di San Giacomo degli Incurabili) an, einem Spital für unheilbar Kranke. Er hoffte auch, dass er selbst dort behandelt werde, weil er an den Füßen Wunden hatte, die nicht heilen wollten. Aber wegen seines zänkischen Verhaltens und seiner Spielsucht wurde er von dort bald wieder entlassen. Er kämpfte erneut in der venezianischen Armee, unter anderem gegen die Türken im Jahre 1569.
Mehrmals gelobte Kamillus, wenn er in höchster Lebensgefahr war, ein christliches Leben zu führen, so auch 1574, nachdem er wie durch ein Wunder aus einem Seesturm vor Neapel gerettet worden war. Im gleichen Jahr wurde sein Regiment aufgelöst, und er verfiel wieder seinem ziellosen Leben, bis er beim Kartenspiel auch noch sein Hemd verlor. Jetzt blieb ihm nur noch das Betteln.

### Bekehrung
Schließlich fand Kamillus Arbeit beim Bau des Kapuzinerklosters in Manfredonia. Immer noch war er spielsüchtig, bis ihn ein Gespräch mit dem Kapuzinerpater Angelo so aufrüttelte, dass er sich bekehrte und bei den Kapuzinern als Laienbruder eintrat. Weil seine Wunde am linken Knöchel aber wieder aufbrach, wurde er wegen seiner Gebrechlichkeit aus dem Orden entlassen.
Erneut machte er sich auf nach Rom ins St.-Jakob-Spital, wo er – nachdem sich seine Wunde vorübergehend geschlossen hatte – vier Jahre lang als Krankenpfleger arbeitete. Dann ging er wieder ins Kloster zurück und begann erneut mit dem Noviziat. Als aber seine Wunde neuerlich aufbrach, wurde er dann endgültig aus dem Orden entlassen. Da erkannte Kamillus, dass sein – von Gott gewollter – Platz bei den Kranken sei, und reiste erneut nach Rom, um im St.-Jakob-Spital zu arbeiten.

### Im Dienst der Kranken

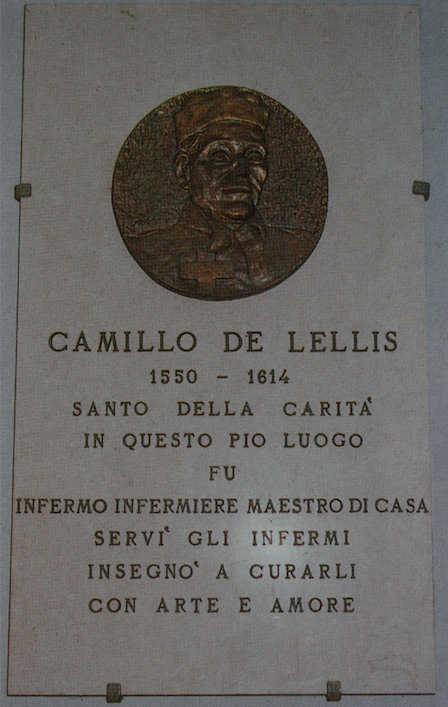
Gedenktafel von Camillo de Lellis in der San Giacomo degli Incurabili

Schon seit seiner Bekehrung lebte Kamillus ein sehr strenges Leben, diente den Kranken Tag und Nacht und stand den Sterbenden bei. Wegen seines außergewöhnlichen Arbeitseifers und seiner unübersehbaren Liebe zu den Kranken wurde er dort nach seiner zweiten Rückkehr vom Kapuzinerkloster 1579 zum Direktor des Spitals ernannt.
Während er dieser Tätigkeit nachging, versuchte er, mit Gleichgesinnten einen Laienorden von Krankenpflegern zu gründen. Aber seine Pläne fanden von kirchlicher Seite keine Anerkennung. Sein geistlicher Führer Philipp Neri und andere seiner Freunde rieten ihm deshalb, Priester zu werden. So begann Kamillus im Alter von 32 Jahren als „Spätberufener“ zu studieren, und zwar in Rom im Collegio Romano (heute Päpstliche Universität Gregoriana) der Jesuiten. 1584 wurde er schließlich zum Priester geweiht.

### Kirchliche Anerkennung
Kamillus sammelte weiterhin gleichgesinnte Männer um sich, um die Kranken professionell und ganzheitlich zu pflegen. Ganzheitlich bedeutete, dass es ihm um die Krankenpflege und die Krankenseelsorge ging. Am 18. März 1586 fanden diese Männer als „Gesellschaft der Diener der Kranken“ auch ihre kirchliche Anerkennung unter Papst Sixtus V. Am 29. Juni 1586 erteilte Papst Sixtus V. die Erlaubnis, ein rotes Kreuz als äußeres Zeichen der Gemeinschaft auf dem Gewand zu tragen. Schon zwei Jahre später eröffneten sie auch in Neapel ein Haus.
Die erste große Herausforderung der Gemeinschaft war die Typhusepidemie, die 1590 in Rom ausbrach. Auch bei Hungersnöten und der Pest holte man die „Kamillianer“ zu Hilfe.
Papst Gregor XIV. war von der Arbeit der Brüder tief beeindruckt und erhob die Gemeinschaft 1591 zum religiösen Orden mit all den Rechten und Pflichten der Bettelorden. Seitdem legen die Kamillianer bei ihrer endgültigen Aufnahme in den Orden vier Gelübde ab: das der Armut, der Ehelosigkeit, des Gehorsams – und als Besonderheit versprechen sie im vierten Gelübde, den Kranken zu dienen, auch unter Einsatz ihres Lebens. Ihr charakteristisches Zeichen ist bis heute das rote Kreuz, das sie sich an das schwarze Ordensgewand heften.
Die Gemeinschaft wuchs schnell, und schon in den ersten Jahrzehnten zählte man über 220 „Märtyrer der Nächstenliebe“, die ihr Leben lassen mussten, im Dienst v. a. an den Pestkranken. Gegen Ende des 16. Jahrhunderts entstanden Niederlassungen in Neapel, Mailand, Genua, Bologna, Florenz, Ferrara, Messina und Palermo.
Am 2. Oktober 1607 legte Kamillus das Amt des Generaloberen ab, um ganz für die Kranken da sein zu können. Er selbst litt an fünf schweren Krankheiten: an der Fußwunde, einer schweren Gehbehinderung, einem Leistenbruch, an Nierenkoliken und gegen Ende an Magenkrebs. Fürsorge für sich selbst wies er aber immer entschieden ab. Am 13. Oktober 1613 kehrte er von Genua nach Rom zurück. Am 14. Juli 1614 starb er in Rom. Er wurde in der Kirche Santa Maria Maddalena in Rom beigesetzt.
Kamillus soll Wunder gewirkt und die Gabe der Prophetie besessen haben.

## Seligsprechung, Heiligsprechung und Verehrung
1742 wurde er von Papst Benedikt XIV. selig- und am 29. Juni 1746 zusammen mit Fidelis von Sigmaringen heiliggesprochen.
Papst Leo XIII. erklärt am 22. Juni 1886 Kamillus von Lellis durch das Breve Dives in misericordia Deus gemeinsam mit dem hl. Johannes von Gott zum „Schutzpatron aller Kranken und Krankenhäuser“. Am 28. August 1930 erklärt Papst Pius XI. Kamillus durch das Breve Expedit plane gemeinsam mit dem hl. Johannes von Gott auch zum Schutzpatron der beruflich Pflegenden.
Am 27. März 1974 erklärt Papst Paul VI. Kamillus zum Schutzpatron der Gesundheitssorge im italienischen Heer. Kamillus wird zudem als Schutzpatron der Sanitäter angeführt. Nach ihm benannt ist der Camillo Award des BVRD.at, der 2020 erstmals für besondere Leistungen von Sanitätern aller Rettungs- und Einsatzorganisationen in Österreich vergeben wurde.
Die katholische Kirche feiert ihn an seinem Sterbetag, dem 14. Juli.